# ماري إلين تشايلدز
ماري إلين تشايلدز (بالإنجليزية: Mary Ellen Childs)‏ هي ملحنة أمريكية، ولدت في 13 أبريل 1957.

## وصلات خارجية
- ماري إلين تشايلدز على موقع IMDb (الإنجليزية)
- ماري إلين تشايلدز على موقع ميوزك برينز (الإنجليزية)
- ماري إلين تشايلدز على موقع ديسكوغز (الإنجليزية)